# چشمه نوش
چشمه‌ی نوش (چشمه نوش با املای قدیمی) نام آلبومی است با صدای محمّدرضا شجریان، تار محمدرضا لطفی و تنبک مجید خلج در راست پنجگاه و مرکب خوانی. این آلبوم حاصل اجرای کنسرت در پاریس در سال ۱۳۷۲ است.

## هنرمندان
- خواننده: محمدرضا شجریان
- تار: محمدرضا لطفی
- تنبک: مجید خلج
- صدابردار: سیامک شجریان
- طرح جلد: مژگان شجریان
- خوشنویسی: عباس اخوین

## فهرست و اشعار[۲]
اجرا در دستگاه راست پنجگاه با مرکب‌خوانی در دستگاه نوا و آواز بیات اصفهان
اشعار آواز از حافظ و باباطاهر
تصنیف‌های قدیمی «می‌خانه» در نوا و «سرخوشان» در بیات اصفهان

ساز و آواز راست‌پنجگاه

(جمله اول راست)
روشن از پرتو رویت نظری نیست که نیست
منت خاک درت بر بصری نیست که نیست

(جمله دوم راست)
ناظر روی تو صاحبنظرانند آری
سرّ گیسوی تو در هیچ سری نیست که نیست

(پروانه)
اشک غماز من ار سرخ برآمد چه عجب
خجل از کرده خود پرده‌دری نیست که نیست

(نغمه + پروانه)
از حیای لب شیرین تو ای چشمه نوش
غرق آب و عرق اکنون شکری نیست که نیست

(جمله دوم نغمه)
تا به دامن ننشیند ز نسیمش گردی
سیل خیز از نظرم ره‌گذری نیست که نیست

(بوسلیک + سپهر)
تا دم از شام سر زلف سیاهت نزنند
با صبا گفت و شنیدم سحری نیست که نیست

(سلمک)
من از این طالع سرگشته به رنجم ور نی
بهره‌مند از سر کویت دگری نیست که نیست

(دشتستانی)
دلی دیرُم که بهبودش نمی‌بو
نصیحت می‌کِرُم سودش نمی‌بو
به بادش می‌دهُم نش می‌بره باد
در آتش می‌نهُم دودش نمی‌بو

(دشتستانی)
اَلاله‌ی روزگارانُم تِه‌ای یار
بنفشه روزگارونُم تِه‌ای یار
(دشتستانی + بازگشت به راست پنجگاه از طریق پروانه)
بنفشه جو کنارونُم تِه‌ای یار
امید روزگارونُم تِه‌ای یار

(عراق)
شیر در بادیه عشق تو روباه شود
آه از این راه که در وی خطری نیست که نیست

ساز و آواز نوا

(نوعی درآمد نوا)
من از این طالع سرگشته به رنجم ور نی
بهره‌مند از سر کویت دگری نیست که نیست

(گردانیه)
تا به دامن ننشیند ز نسیمش گردی
سیل خیز از نظرم رهگذری نیست که نیست

(رُهاب)
ناظر روی تو صاحبنظرانند آری
سر گیسوی تو در هیچ سری نیست که نیست

تصنیف «می‌خانه» (نوا)

رفتم دم می‌خانه، خوردم دوسه پیمانه
من مستم و دیوانه، ما را که برد خانه
دلبر عزیز، شوخ با تمیز، برخیز و بریز
زان می که جوان سازد، عشقم به تو پردازد
تو اگر عشوه بر خسروپرویز کنی
همچو فرهاد روم از عقب کوه‌کنی
تو مگر ماه نکورویانی
تو مگر شاه پری‌رویانی
دلبر عزیز، شوخ با تمیز، برخیز و بریز
زان می که جوان سازد، عشقم به تو پردازد

ادامه ساز و آواز نوا

(نهفت + فرود به نوا)
مصلحت نیست که از پرده برون افتد راز
ور نه در مجلس رندان خبری نیست که نیست

(نهفت + بازگشت به راست پنجگاه)
آب چشمم که بر او منت خاک در توست
زیر صد منت او خاک دری نیست که نیست

ساز و آواز بیات اصفهان

(جامه‌دران + سپهر)
تا دم از شام سر زلف سیاهت نزنند
با صبا گفت و شنودم سحری نیست که نیست

(جامه‌دران)
از وجودم قدری نام و نشان هست که هست
ور نه از ضعف در آنجا اثری نیست که نیست

(بیات راجه + جامه‌دران + فرود به بیات اصفهان)
آب چشمم که بر او منت خاک در توست
زیر صد منت او خاک دری نیست که نیست

(فرود به بیات اصفهان)
غیر این نکته که حافظ ز تو ناخشنود است
در سراپای وجودت هنری نیست که نیست

تصنیف «سرخوشان» (بیات اصفهان)

ما سرخوشان مست دل از دست داده‌ایم
هم‌راز عشق و هم‌نفس جام باده‌ایم
بر ما بسی کمان ملامت کشیده‌اند
تا کار خود ز ابروی جانان گشاده‌ایم
چون لاله می‌مبین و قدح در میان کام
این داغ بین که بر دل خونیم نهاده‌ایم (فرود به راست‌پنجگاه)